# SON
SON (ang. Self-Organizing Networks) – samoorganizująca się sieć, nowość w systemie LTE.
Nowy, skomplikowany system LTE stawia nowe wymagania względem utrzymywania i organizowania sieci. Widoczny jest trend w kierunku samokonfiguracji i samooptymalizacji sieci. Zastosowanie samoorganizującej się sieci (SON) daje operatorom możliwość zmniejszenia kosztów operacyjnych związanych z konfiguracją, optymalizowaniem i naprawianiem sieci. Technika SON ma być jednym z elementów systemu mobilnego LTE. Głównym powodem zastosowania SON jest zwiększenie wielkości i stopnia skomplikowania sieci LTE. Zwiększona liczba stacji bazowych wymaga konfiguracji i zarządzania z jak najmniejszą pomocą człowieka.
Można wyróżnić trzy główne funkcje SON:
- samokonfiguracja
- samooptymalizacja
- samonaprawianie